# برج نصرالله
برج نصرالله مربوط به دوره افشار - دوره زند است و در شهرستان خاتم، بخش مروست، دهستان هرابرجان، روستای ترکان، محله علی ملا علی‌ها واقع شده و این اثر در تاریخ ۱۲ دی ۱۳۸۶ با شمارهٔ ثبت ۲۰۴۶۳ به‌عنوان یکی از آثار ملی ایران به ثبت رسیده است.